# Solin (Croatie)
Pour les articles homonymes, voir Solin.
Solin (en latin et en italien, Salona, en français Salone) est une ville et une municipalité située en Dalmatie, dans le comitat de Split-Dalmatie, en Croatie. Au recensement de 2001, la municipalité comptait 19 011 habitants, dont 98,05 % de Croates et la ville seule comptait 15 850 habitants.

## Histoire
Fondé par les Illyriens, puis colonisé par les Grecs, le petit port de Salone prend de l’importance en 48 av. J.-C. lorsque Jules César y installe des vétérans romains démobilisés et en fait la colonie romaine de Colonia Martia Julia Salona. La ville devient en 10 apr. J.-C. la capitale de la province romaine de Dalmatie et reste une cité importante jusqu’à sa destruction par les Avars et les Slaves en 630.
La ville actuelle de Solin s'est développée près du site antique qui lui a donné son nom.

### Personnages illustres
- Julius Nepos, dernier empereur romain d'Occident, mort à Salone en 480.
- pape Jean IV, né à Salone vers 580.

## Localités
La municipalité de Solin compte cinq localités :
- Blaca
- Kučine
- Mravince
- Solin
- Vranjic

## Sport
Solin abrite un club de football, le NK Solin.